# Tiedemanns Tobaksfabrik

Tiedemanns Tobaksfabrik, omkring 1920

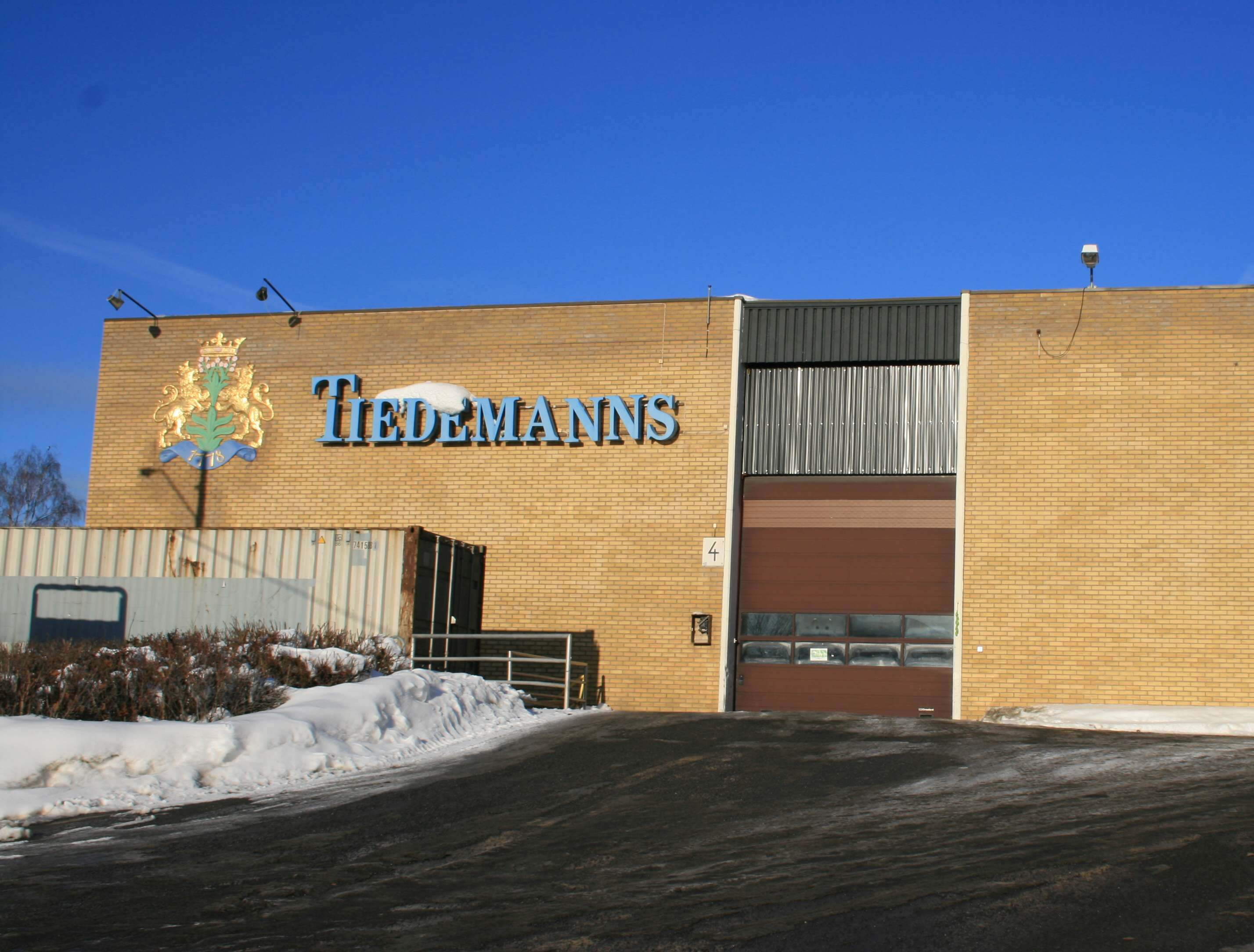
Tiedemanns tidigare fabrik i Hasle i Oslo

Tiedemanns Tobaksfabrik AS var ett norskt tobaksindustriföretag, som var i drift från 1730-talet till 2008. 
Tiedemanns Tobaksfabrik grundades som I & L Jacobsens Tobaks Fabrique 1740 av rådmannen i Christiania Jens Jacobsen. Dennes änka och hennes svåger Christian Wilhelm Vagel fick privilegium 1778 att fortsätta driften, som såldes vidare 1784 till Paul Olsen Thrane, vilken drev företaget under namnet Paul Olsen Thranes Tobaksfabrique och som 1787 flyttade tillverkningen från nuvarande stadsdelen Vaterland i Oslo till stadens torg. Därefter ägde och drev Claus Winther företaget 1816–33, varefter det köptes av Johann Ludwig Tiedemann.
Handelsmannen Johan Henrik Andresen (1815–1874) köpte tobaksfabriken och ledde företaget 1849–74, varefter han efterträddes av sonen Nicolai Andresen, chef 1874–1911, sonsonen Johan H. Andresen, chef 1911–53, sonsonsonen Johan H. Andresen (1932–2011),  chef 1953–76, och slutligen sonsonens sonson Johan H. Andresen 1998–2012 .
Tiedemanns köpte upp bland andra Johannes N. With's Tobaksfabrikker (1922), W. Hartog & Co (1923), Carl E. Olsen & Co's Tobaksfabrik A/S (1935), P. Pedersen & Søn (1946), T.M. Nielsen & Søn (1959), N.K.L's Tobaksfabrik (1960), Rose Tobakk A/S (1971) och H. Petterøe Tobaksfabrikk (1972). Tiedemanns byggde också 1880 en fabrik i Charlottenberg för att anpassa sig till skiftande tullregler på1870- och 1880-talen.
Tiedemanns Tobakksfabrikk såldes 2008 av familjen Andresens förvaltningsbolag Ferd till Skandinavisk Tobakskompagni i Danmark, ett dotterföretag till British American Tobacco. Fabriken i Ensjö i Oslo från 1968 var den sista fabriken med produktion. Den lades ned 2008. Bolaget har en efterträdare i försäljningsföretaget  British American Tobacco Norway AS.